# Darrem Charles

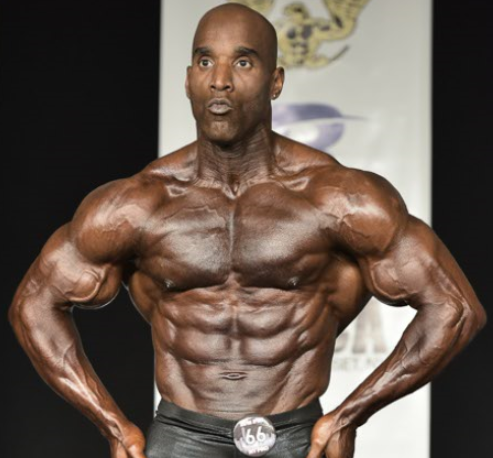
Darrem Charles (2016)

Darrem Charles (* 22. Juli 1968 in Arouca, Tunapuna-Piarco) ist ein trinidadischer Profi-Bodybuilder der IFBB. Er gewann insgesamt 14 Mal die IFBB Pro Show und nahm ebenso oft an der IFBB Olympia Show teil.

## Leben
Charles wurde am 22. Juli 1968 in Arouca auf der Insel Trinidad geboren. Ab 1986 nahm er erstmals an mehreren Wettbewerben des Natural Bodybuilding teil und konnte seinen Titel mehrere Jahre erfolgreich verteidigen. Zu seinen Erfolgen gehörte unter anderen der Gewinn der WNBF (World Natural Bodybuilding Federation). 1989 belegte er bei den IFBB-Amateurweltmeisterschaften im Halbschwergewicht den fünften Platz. 1992 gab er sein Debüt bei Night of Champions und belegte den elften Platz. 1995 nahm er in einem Jahr an neun Wettbewerben der IFBB teil und gewann zwischen 2002 und 2009 neun Wettbewerbe.
Charles war im fünften Teil der DVD-Reihe Titans zu sehen. Es erschienen weitere DVDs mit seiner Mitwirkung, darunter The Art of Posing. 2016 galt er als der „Classic Physique Athlet mit den meisten Siegen“. Obwohl er im Vergleich zu seinen Konkurrenten eine geringere Masse mitbrachte, konnte er im klassischen Bodybuilding sieben Siege einfahren. Auf der Bühne wurde er durch seine „tolle Härte und sein extravagantes Posing“ bekannt. Im selben Jahr gab er nach zwei Jahren sein Comeback als Bodybuilder und trat in der Classic Bodybuilding Division der IFBB an. Mit fast 50 Jahren gewann er neun Classic Physique Pro-Titel und gewann damit genauso viele Titel, wie in seiner bisherigen Karriere.
Er lebt in Fort Lauderdale im US-Bundesstaat Florida.

### Wettkampferfolge
- 1986: WNBF (World Natural Bodybuilding Federation) – Natural Pro Show
- 1989: Trinidad Invitational Natural, Light-Heavyweight, Sieger und Gesamtsieger
- 1989: World Amateur Championships, Light-Heavyweight, Fünfter
- 1990: World Amateur Championships, Light-Heavyweight, Zweiter
- 1992: World Amateur Championships, Light-Heavyweight, Sieger und Gesamtsieger
- 1992: Chicago Pro Invitational, Zwölfter
- 1992: Night of Champions, Elfter
- 1995: Arnold Classic, Achter
- 1995: Florida Pro Invitational, Dritter
- 1995: Houston Pro Invitational, Siebter
- 1995: Ironman Pro Invitational, Fünfter
- 1995: Niagara Falls Pro Invitational, Fünfter
- 1995: Night of Champions, Neunter
- 1995: Mr. Olympia, Fünfzehnter
- 1995: San Jose Pro Invitational, Fünfter
- 1995: South Beach Pro Invitational, Dritter
- 1996: Arnold Classic, Zehnter
- 1996: Florida Pro Invitational, Neunter
- 1996: Ironman Pro Invitational, Fünfter
- 1998: Arnold Classic, Sechster
- 1998: Ironman Pro Invitational, Zweiter
- 1998: Night of Champions, Siebter
- 1998: Mr. Olympia, ohne Platzierung
- 1998: San Francisco Pro Invitational, Dritter
- 1999: Arnold Classic, Achter
- 1999: Ironman Pro Invitational, Vierter
- 1999: Night of Champions, Achter
- 2000: Arnold Classic, Siebter
- 2000: Ironman Pro Invitational, Fünfter
- 2001: Arnold Classic, Achter
- 2001: Mr. Olympia, Achtzehnter
- 2001: Toronto Pro Invitational, Dritter
- 2002: Night of Champions, Vierter
- 2002: Mr. Olympia, Sechszehnter
- 2002: Southwest Pro Cup, Sieger
- 2002: Toronto Pro Invitational, Vierter
- 2003: Arnold Classic, Sechster
- 2003: Ironman Pro Invitational, Fünfter
- 2003: Maximum Pro Invitational, Sieger
- 2003: Mr. Olympia, Siebter
- 2003: Show of Strength Pro Championship, Sechster
- 2004: Florida Pro Xtreme Challenge, Sieger
- 2004: Hungarian Pro Invitational, Zweiter
- 2004: Night of Champions, Zweiter
- 2004: Mr. Olympia, Zehnter
- 2004: Show of Strength Pro Championship, Zweiter
- 2004: Toronto Pro Invitational, Sieger
- 2005: Arnold Classic, Sechster
- 2005: New York Pro Championship, Sieger
- 2005: Mr. Olympia, Neunter
- 2005: Toronto Pro Invitational, Sieger
- 2006: Arnold Classic, Achter
- 2006: Colorado Pro Championship, Zweiter
- 2006: New York Pro, Zweiter
- 2006: Europa Super Show, Vierter
- 2006: Montreal Pro, Zweiter
- 2006: Atlantic City Pro, Sieger
- 2006: Mr. Olympia, Vierzehnter
- 2007: Atlantic City Pro, Zweiter
- 2007: Colorado Pro Championships, Zweiter
- 2007: Keystone Pro Classic, Sechster
- 2007: Montreal Pro Championships, Sieger
- 2007: Mr. Olympia, Zwölfter
- 2008: IFBB Tampa Bay Pro, Vierter
- 2008: Atlantic City Pro, Dritter
- 2008: Atlantic City Pro (Masters Division), Sieger
- 2008: Mr. Olympia, Elfter
- 2009: Europa Show Of Champions, Dritter
- 2009: New York Pro, Siebter
- 2009: Sacramento Pro, Achter
- 2009: Mr. Olympia, Sechszehnter
- 2010: Pro Bodybuilding Weekly Championships, Men Open Class, Zehnter
- 2010: Europa Battle of Champions, Men Open, Neunter
- 2010: Europa Battle of Champions, Men: Best Poser
- 2010: NPC Dexter Jackson Classic, Men's Bodybuilding : Guest Poser
- 2011: IFBB Pro World Masters Championships/Pro Bikini, Bodybuilding: Masters Men, Sechster
- 2012: Masters Mr. Olympia/Miami Pro, Masters Bodybuilding : IFBB Masters Men, Siebter
- 2013: Arnold Classic Pro Bodybuilding, Neunter
- 2016: Pittsburgh Pro, IFBB Pro Classic Physique, Zweiter
- 2016: New York Pro, IFBB Men's Classic Physique, Zweiter
- 2016: Miami Muscle Beach, IFBB Men's Classic Physique, Sieger
- 2016: Puerto Rico Pro, IFBB Pro Classic Men Physique, Sieger
- 2016: Toronto Pro, IFBB Pro Classic Men Physique, Sieger
- 2016: Wings of Strength Chicago Pro, IFBB Pro Classic Men Physique, Sieger
- 2016: IFBB Wings of Strength Tampa Pro, Zweiter
- 2016: IFBB Olympia - Men's Physique Classic, Fünfter
- 2017: IFBB Karina Nascimento Pro, Sieger
- 2017: IFBB Olympia - Men's Physique Classic, Dreizehnter